# 杰里米·亨特
杰里米·理查德·斯特雷恩沙姆·亨特爵士（英語：1966年11月1日—），英国保守党政治家，2005年當選西南薩里议员，曾任文化大臣、卫生大臣、外交大臣、財政大臣。亨特自稱认可一国保守主义，被认为支持经济自由主义和社会自由主义政策。
亨特生于伦敦肯宁顿，于牛津大学莫德林学院研习哲学、政治学及经济学，曾任牛津大学保守协会主席。2005年當選西南薩里议员，在影子内阁升任残疾人影子部长，后来改任为文化、媒体和体育影子内阁国务大臣。
2010年到2012年任文化大臣（2010-2012），任职期间，亨特致力于发展地方电视台，使通讯管理局颁发执照给地方自治市镇的小电视台。亨特还监督了2012年伦敦奥运会，受到了广泛赞誉。
2012年到2018年任卫生大臣（2012-2018），2018年1月，改卫生和社會保障大臣。卫生大臣任上，亨特与初级医生谈判并修改了合同，使得他们的基本工资上涨，但他们的保险期被缩短，星期六也变成了工作日。与医生工会英国医学会（BMA）的谈判失败，导致2016年多次罢工。英国医学杂志的编辑和BMA理事会主席，指责亨特歪曲研究成果以支持自己的行动，即全国医疗服务在周末缺乏人手导致了一些本可避免的医疗事故。2018年6月，他成为英国政治史上在职时间最长的卫生大臣。
2018年7月，约翰逊辞职后接任外交大臣，直至2019年7月约翰逊成為首相。
2022年10月14日，獲卓慧思任命為英國財政大臣，接替被免職的關浩霆。並於10月25日里希·苏纳克接任首相後留任該職。

## 早年生活和教育
亨特生于肯宁顿的贝兰斯医院，是时任国防部海军项目主任尼古拉斯·亨特海军中校的长子。尼古拉斯·亨特后来官至北约大西洋盟军司令部最高指挥官，授海军上将军衔。杰里米·亨特的母亲梅里埃尔·吉万（Meriel Givan）则是陆军少校亨利·吉万的女儿。亨特也是不列颠东印度公司创立者之一Streynsham Master的后人。
亨特在萨里郡的希尔长大，那里后来成为其国会选区。他是伊丽莎白二世女王和英国法西斯联盟创始人奥斯瓦尔德·莫斯利的远亲。
他查特豪斯公學接受了早期教育，是男生代表。后在牛津大学莫德林学院学习哲学、政治学及经济学，并以一等荣誉文学士学位毕业。在牛津他开始接触保守党政治，戴维·卡梅伦、鲍里斯·约翰逊均是他的同学。他活跃于牛津大学保守协会（OUCA），并于1987年当选为主席。

## 早期事业
大学毕业后他曾在欧析企业管理咨询公司做了两年的管理顾问，后来去日本当英语老师，学会了日语，并对东方文化产生了兴趣。
在他回到英国后，又在一些不同的创业企业中尝试过，包括向日本出口果酱，但不成功。1991年，亨特与一位儿时朋友Mike Elms合作创立了名为Profile PR的公关公司，专门从事IT公关业务。亨特和Elms后来出售了Profile PR公司，专注于出版工商目录。
亨特一直有志“指导、帮助那些想要学习而不仅仅是出国旅行的人”，20世纪90年代，亨特和Elms成立了一家名为热门的教育公司，该司目前也是全世界最大的课程数据库，其中一个主要客户是英国文化协会。亨特在2009年成为公司董事，但仍然保留了48％的公司股份，这些股份是保密委托的，在2017年1月之前热门公司售出超过价值3000万英镑的澳大利亚教育组织澳大利亚教育国际开发署（IDP）股票。亨特从中获得了超过1400万英镑。

## 国会议员
2005年他在西南萨里选区当选国会议员，他的前任维多利亚·波特姆利因获封终身贵族而离任，亨特的多数票为5711张。
2005年英国保守党领袖选举，亨特支持卡梅伦，2005年12月被卡梅伦任命为影子残障人士副大臣。同年，他与人合著《直接民主：新模范党议程》政策小册子，其中声明支持國民健康署的非国有化，并建议将其替换为“全民保险”。亨特后来不再坚持这样的观点。2007年7月2日，卡梅伦改组影子内阁，亨特昇任影子文化、媒體及體育大臣。2010年大选后，保守党和自由民主党成立联合政府，亨特出任国家文化、奥运、媒体和体育大臣（领导英国文化部的同时兼任奥运大臣）。2010年5月13日被任命为枢密院顾问官。
亨特被英国《金融时报》称为“都市自由主义者”。

### 报销
2009年，亨特受到国会标准委员会调查。该委员会专员称：“亨特先生没有根据其代理人的生活实际开销而减少报销额外生活津贴，这违反了国会规则。因此，公共资金向选区代理人提供了利益...亨特从这一安排中没有收到真正的经济利益，错误是由于他对规则的误解造成的。”
亨特提出偿还一半费用（9558.5英镑）的建议獲得接受。亨特还赔偿了他法姆纳姆的住宅1996英镑的费用，同时声称他哈默史密斯的住宅还在偿还抵押。专员说：“亨特先生爽快接受了错误的做法，违反了下议院的规则，在他法纳姆的家里提出公务开销和其他服务的报销，在这期间那里仍然是他主要的家。他已经偿还了报销的总额，共计1996英镑。显然，作为2005年5月的新科议员，他的办公室运作最多是无组织的。”报告没有显示其他问题。

### 脱欧观点
2016年他支持英国留欧，在脱欧派赢得公投后，亨特建议就未来的退出协议条款进行第二次公投，他支持英国留在单一市场。2017年，他表示自己改变了主意，现在支持英国脱欧，理由是欧盟委员会在英国脱欧谈判中对英国政府的“傲慢态度”。
2018年7月，亨特表示担心英国可能会在未达成协议的情况下离开欧盟。他说，这将是“经济上难以置信的挑战”，并且“这将导致外交关系中的裂缝，这对我们多年来所拥有的伟大伙伴关系具有极大破坏性，这对维持国际秩序非常重要。”2018年12月接受《每日电讯报》采访时，他暗示即使没有达成交易，英国也会“蓬勃发展”，尽管他继续支持特蕾莎·梅提出的英国脱欧协议。2019年3月，他表示需要“更多的努力”才能让国会议员支持梅的协议，但有“令人鼓舞的迹象”表明事情正在取得进展。

## 文化大臣

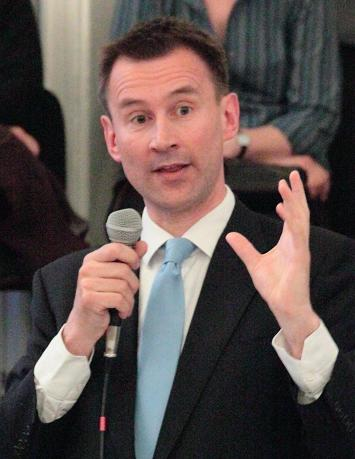
亨特，攝於2010年

2010年9月，《旁观者》杂志的“raised eyebrows”报道了亨特的前国会秘书Naomi Gummer在亨特宣布文化部将裁员35%-50%后在文化部获得了一个合同制的公务员岗位。公务员工会组织的领袖质疑亨特的动机：“政治上独立的公务员是我国民主制度中根本性的一部分，我们将密切关注这是否被裙带关系和特权置于危险之中。”Gummer是保守党终身贵族、前保守党主管彼得·格默的女儿。
作为文化大臣，亨特计划并倡导将英国建设为欧洲宽带速度最快的国家。这个计划最开始被人们怀疑，因为这会导致英国电信集团的垄断。亨特在任两年间，宽带速度的确增加了，但主要是由于更换了不同的包。他也推出了地方电视驱动政策，并使通讯管理局颁发给地方电视台牌照，包括的地区有：贝尔法斯特、伯明翰、布莱顿和霍夫、布里斯托尔、加的夫、爱丁堡、格拉斯哥、格里姆斯比、利兹、利物浦、伦敦、曼彻斯特、纽卡斯尔、诺里奇、诺丁汉、牛津、普利茅斯、普利斯顿、谢菲尔德、南安普敦和斯旺西。在文化政策方面，他的主要焦点是促进慈善事业，因为艺术和其他部门正在经历支出的削减。继承税的税额被减免成为促进艺术发展的措施。
在亨特任内，与媒体和电信有关的竞争和政策问题成为文化大臣的职责范围；这些事务在商务大臣温斯·凯博向传媒大亨鲁伯特·默多克宣战后被从凯博的手中移交到亨特手中。

### 新闻集团案和列文森调查
亨特被赋予了准司法权力，以便对新闻集团收购BSkyB进行裁决。亨特选择不向竞争委员会提交这项交易，并在2011年3月3日宣布他打算接受新闻集团所作的一系列承诺，为交易达成铺平了道路。在一系列电话黑客丑闻爆发后，下议院动议，呼吁新闻集团放弃投标。投标最终被放弃。据称亨特与新闻集团有不当联系。调查的主持者列文森法官收到了显示亨特的特别顾问亚当·史密斯与新闻集团公关主管及默多克的说客Frédéric Michel详细往来的电子邮件。这引起了工党和其他反对者的不满并要求亨特辞职。4月25日亨特的特别顾问史密斯辞职，在此不久前，亨特发表了紧急议会声明，他说史密斯与米歇尔的联系是“显然不适当”的。亨特说列文森法官应该能够对指控进行调查和裁决，并请求尽可能早日向调查人员提供证据，澄清他自己。
亨特出席2012年5月31日的列文森调查之前，他与詹姆斯·鲁道夫的私人电子邮件通信出现在网络上。记者伊恩·马丁（Iain Martin）声称，在2010年默多克也参加的伦敦大学学院大会上，他看到亨特藏在一棵树后面，以免被记者们看到：“我在聚会上四处寻找聚会组织者，发现文化大臣躲在一棵树后面，我知道他不愿在这种场合露面，怕被记者们看到。”在听证会上，亨特这样说：“我想，那不是进行即兴采访的好时候，所以我移动到校园的另一边去……那里可能有也可能没有树！”
列文森法官明确亨特在报告发布是受到诸多误解，他申述道：“在某些方面，亨特对于这次并购的处理有值得称赞的地方。”并总结说：“从对事件的仔细调查中，没有发现对亨特先生有实际偏见的可信证据。无论他公开还是私下对新闻集团或默多克父子说了什么，证据表明，他一接手处理这次收购，就真的渴望把这件事办好。他的行动是作为一个决策者去询问新闻集团的意见，他也表示愿意听取通信管理局对咨询的回复意见和推荐的程度而行动。”

### 对足球流氓的评论
2010年6月，亨特引起了争议，他认为足球流氓对希尔斯堡惨案中96名球迷的死亡发挥了作用；当警力不足和球场围栏的错误设置被认定为惨案的主因后，亨特道歉说：“我知道球迷的愤怒在1989年4月的可怕事件没有起到任何作用，我向利物浦球迷和那些在希尔斯堡灾难中被杀害和伤害的家庭道歉，如果我的意见对他们造成任何伤害的话。”

### 税务
2012年4月，《每日电讯报》透露，亨特通过以财产形式接收来自热门公司的股息，并迅速将其租回公司，从而避税超过10万英镑。实物股息是在股息税增加10％之前支付的，因而亨特不需要为这笔交易支付印花税。

### 2012伦敦奥运
作为文化大臣，亨特是负责监督2012年奥运会和残奥会的政府大臣。当安保公司G4S声明无法提供足够的安保人手时，亨特请国防大臣菲利普·哈蒙德部署英军士兵以填补人手上的空缺，亨特被迫“重新考虑”私人企业的可靠性。亨特决定由丹尼·博伊尔导演的奥运会开幕式预算增加一倍，整次奥运会都被国际上认为是巨大的成功。博伊尔后来说，政府原来打算砍掉开幕式中全国卫生服务的那一部分，但亨特力排众议，保住了那一部分。
奥运会赢得了广泛的赞誉，志愿者、英国军方和公众的热情被特别高度赞扬。此后，亨特将学校运动会设为奥运遗产项目。虽然在削减学校体育预算时有批评声，11953所学校在第一年参加了学校运动会。亨特还致力于增加对旅游业重要性的重视，特别是中国旅游市场的潜力。

## 卫生大臣
2012年9月4日内阁改组，亨特接替安德鲁·兰斯利任卫生大臣。亨特说这个任命是“我一生中的一个大任务和最大荣幸”。英国医学会主席马克·波特博士说：“新卫生大臣的任命对医生和政府共同改善病人护理工作和应对全国卫生服务带来的诸多挑战来说是一个新机遇。”英国医学会的副主席说：“亨特成为新的卫生大臣是国民卫生服务的灾难，我担心这个更激烈的右翼会追随私有化的议程。”亨特曾与人合著一本关于国民卫生服务的书，其中提到“（国民卫生服务）应该被一个新的卫生保健制度所取代，人们将钱付给私人卫生账户，然后他们可以购买公共和私人提供者的护理服务。那些没有足够储蓄的人将由国家资助。”
《每日电讯报》的科技记者Tom Chivers表示关注亨特对顺势疗法的支持，同家报社的医疗主编Rebecca Smith说：“卫生大臣亨特因其对堕胎和顺势疗法的看法而成为一个有争议的人物。”2014年亨特请卫生部英国首席医疗官主持一个对法国医疗制造商布瓦宏开发的三次顺势疗法药品的专家评估。然而，2014年9月在伦敦广播公司的一次电台采访中，亨特否认自己是顺势疗法的支持者，并反思他从前作为一个新国会议员时缺乏经验而签署了支持顺势疗法的议案。但是他还是支持在医生推荐的情况下由国民卫生服务给顺势疗法提供资金。
在2012年10月的《泰晤士报》采访中，亨特说他赞成将堕胎限制从24周减少到12周。2013年，他表示全英国过早死亡的地区差异令人震惊。

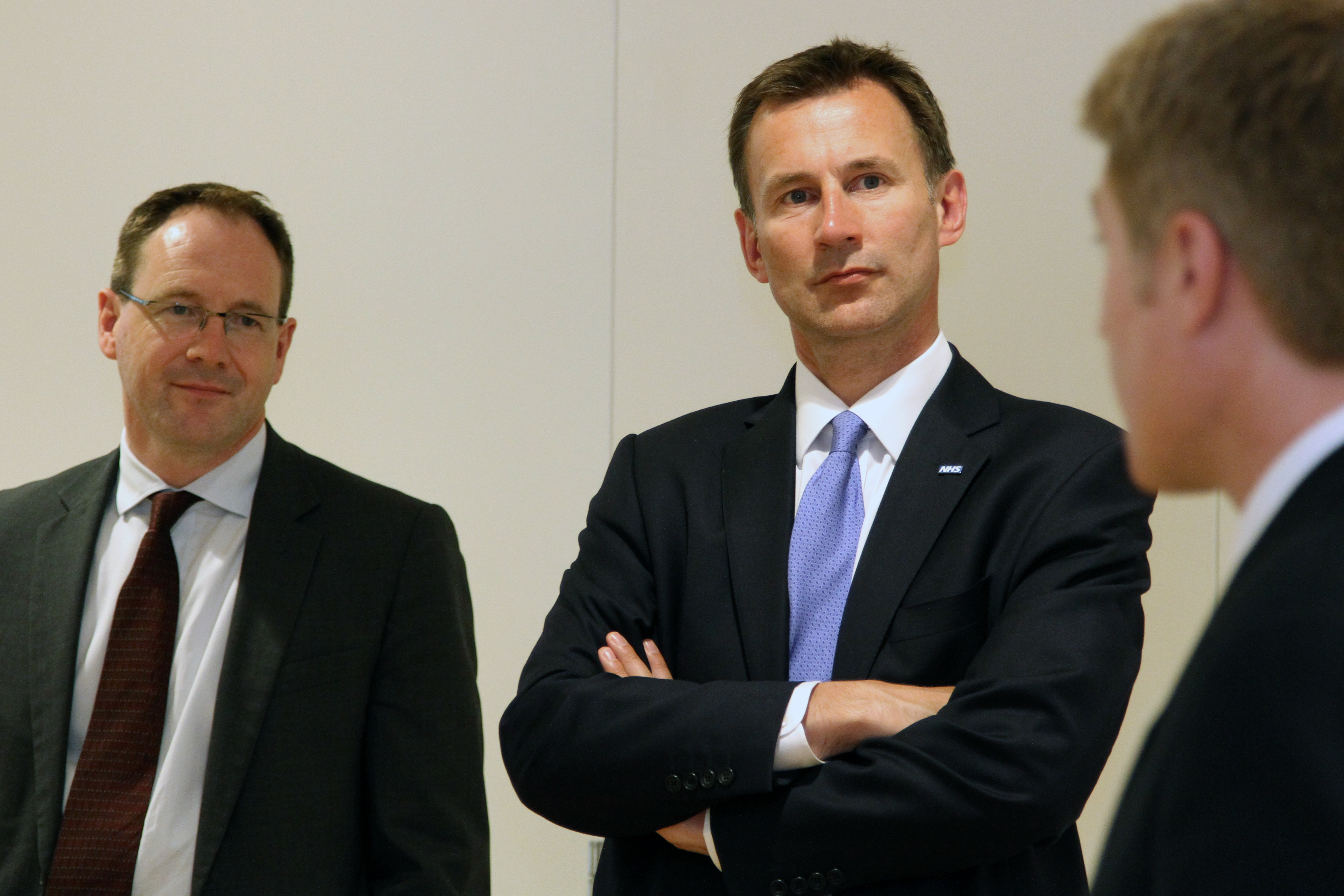
2013年，亨特參觀華盛頓特區的一所醫院

2013年6月，他说，整个英国过早死亡率高的区域的变化令人震惊。数据显示，利物浦和曼彻斯特是英国过早死亡率最高的地方之一。
2013年6月，他还宣布计划允许外国国民在缴费的情况下使用国民卫生服务，但声称这会使国民卫生服务的成本增加2亿英镑，但官方数字为3300万英镑。后来3300万英镑中的2100万成本被收回，所以实际成本在1200万磅，小于亨特强制关闭的最高成本上限。
据报道，2013年12月，亨特因急诊室错过病患一事亲自打电话给国家卫生服务医院信托的主席，护理质量委员会主席David Prior描述此舉为“疯狂”。此前，一位保守党议员说亨特像他的工党前辈一样勤于履职，结果却是本应拨付给初级和社区护理的资金被拨给了急诊。另一方面，皇家紧急医学学院院长Clifford Mann博士指责2012年《卫生与社会关怀法》中的问题导致了“决策瘫痪”，使全英国缺乏约375名急诊医生。
2014年3月，亨特宣布，政府不会向国民卫生服务的非医疗人员提供推荐的1％的薪酬增长（约占员工总数的55％）。那年年末，他宣称患者的选择并不是改善NHS表现的关键，这与保守党和工党政府过去12年的政策偏好相比有很大突破。他表示“医疗保健中存在自然垄断，而患者的选择永远不会推动变化。”2015年4月大选前，医院院长们被曝瓜分了3500万英镑涨薪的6%，亨特说如果保守党赢得大选就调查此事。
在2014年11月的《健康服务杂志》采访中，他说他想作为卫生大臣工作到2017年。2015年7月亨特的一张宣传海报的背景中出现了一位患者的个人信息，他被批评破坏了保密原则。
2015年7月，亨特成为新英国政府网站上第一次请愿的主角，达到了要求在国会辩论的请愿书所需的10万个签名的门槛。由会诊医生发起的请愿活动要求对卫生大臣亨特进行不信任投票。请愿书最终获得了222,991个签名，导致2015年9月14日国会就该问题举行辩论。然而，请愿委员会没有权力进行不信任投票，辩论也不是由全下院进行，一个下院委员会对去过卫生服务工作人员的合同和条件进行了辩论。政府对请愿网站的答复也没有解决医生们对亨特的信心问题。

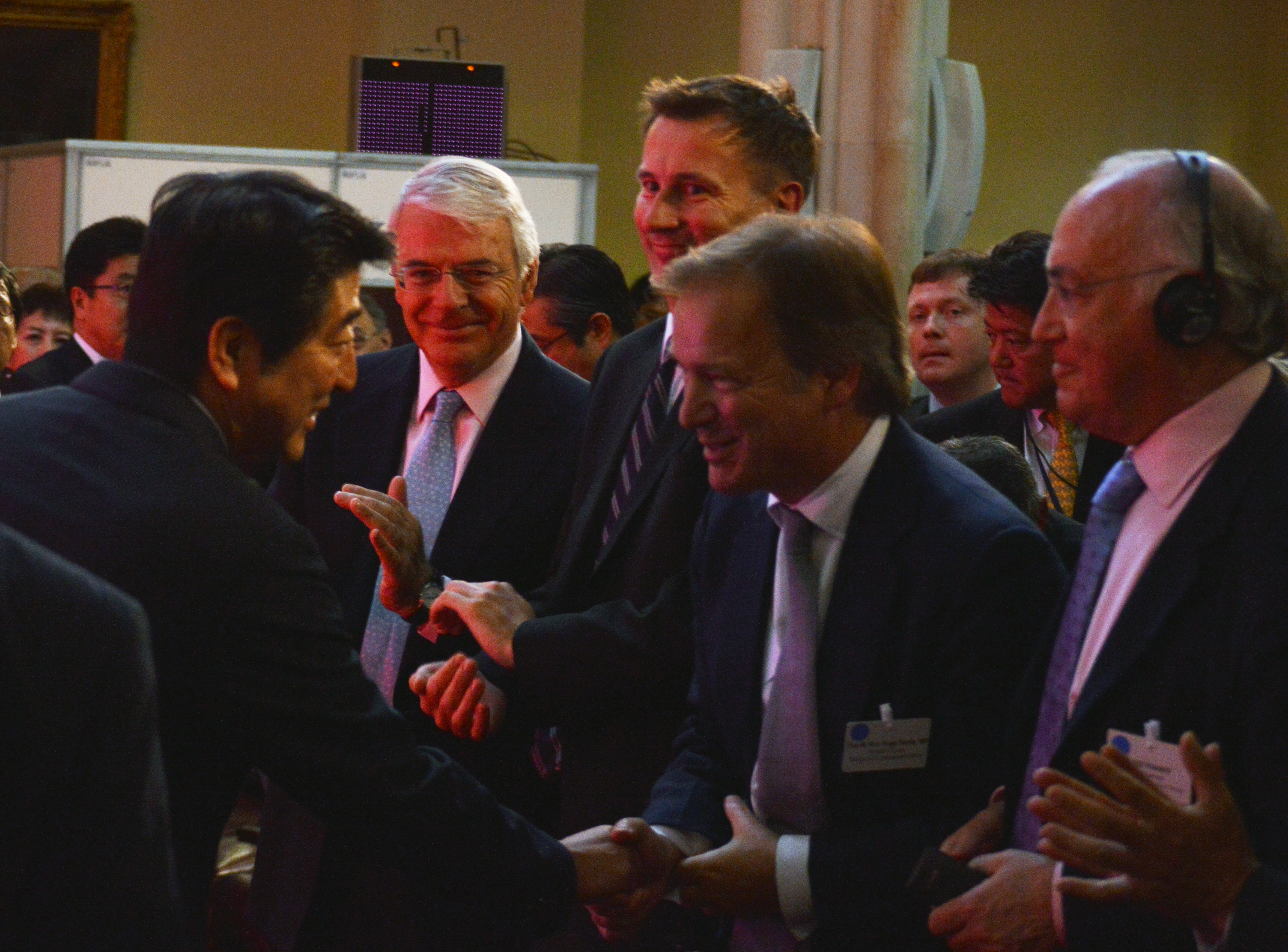
2013年亨特与英国前首相约翰·梅杰、日本首相安倍晋三在一起。

2015年《每日电讯报》的卧底调查显示，由业务流程外包和专业服务公司Capita所有的一些代理机构、医疗保险和私人护理机构向一些医院收取较高的费用，并给予虚假的公司详细资料。这些机构收取高达49％的费用。亨特批评那些寻求“高利润”的公司牺牲了国民卫生服务和纳税人的利益，并承诺“减少产生新的利润敲诈机构”。
2016年1月30日亨特建议父母如果担心自己孩子可能有脑膜炎，应该先上网看看皮疹的照片以防误判的报告再次被医疗专业人士谴责。亨特的言论被引述为“如果你担心你的孩子患了皮疹，治疗的第一步是上网看图片并说：‘我的孩子的皮疹看起来像这一个’-这可能是自行诊断的好办法。”亨特的言论被广泛批评是由于致命的脑膜炎引起的皮疹看起来非常类似于其他情况，以及脑膜炎的发病时间。许多医生采用社交媒体来强调这些危险，他们的专业意见是，从公共卫生的角度来看，亨特的评论是潜在的危险。脑膜炎慈善机构说亨特的建议是“可能致命的”。
2016年5月，下议院公共账目委员会的报告批评亨特的国民卫生服务七天工作日计划，说“没有连贯的尝试”了解工作人员的需求，该计划“完全没有公开”，并包含“严重的缺陷”。在10月份的《星期日邮报》采访中，亨特呼吁在英国离开欧盟后，减少在国民卫生服务工作的外国医生的人数。在当月晚些时候的保守党年会上，亨特承诺到2025年，国民卫生服务将实现“医生自给自足”。他宣布在2018年在英国医学院校增加多达1500个额外的名额，其中一部分资金来自国际医学学生费用的增加。亨特还表示，英国医学生将被迫在国民卫生服务工作至少四年，或者偿还他们大约22万英镑的培训费用。
2018年1月，亨特因其决定导致数万次手术被推迟向英格兰患者道歉。发表了他的评论，因为报告显示患者需要等待很长时间才能得到治疗，救护车被迫在急诊部门外排队。
2018年2月，亨特捍卫英国NHS全民覆盖，并反对美国总统唐纳德·特朗普的言论引起了关注，他说：“我可能不同意在那次游行中提出的要求，但他们中没有一个人想生活在一个2800万人没有覆盖的系统中。NHS可能面临挑战，但我很自豪能够来自发明全民覆盖的国家 - 所有这些人，无论银行余额多少，都可以得到照顾。“
2018年3月，亨特告知NHS信托，他们不需要在接下来的一年内满足急诊患者的等待时间目标。该决定受到了患者协会和全民之声等组织的批评。

### 国民卫生服务的资金
2016年7月，一个跨党派的议员委员会确定，亨特已经违反了对国民卫生服务资金的承诺，并关于卫生服务改革问题上误导公众。具体来说，它发现与政府声称到2020/21年除去通货膨胀因素外要向国民卫生服务注入额外的84亿英镑不同，真实数字更有可能是45亿英镑。委员会声称，“政府使用不同的支出定义来计算这些数字，使其看起来有比实际情况更大的支出增长。”
在2016年10月，亨特被卫生专责委员会质询了关于国民卫生服务资金投入的问题。在过去的十一个月里，亨特承诺，国民卫生服务将在到2020年之前的五年内每年额外获得100亿英镑。但当被问及时，他承认重复计算了上一年的数字。因此，根据最近的一份报告，这导致误导性的支出数字膨胀了15亿英镑。当受卫生专责委员会的质询时，亨特承认“这笔钱现金正在交给国民卫生服务...在六年内”，他确认这一时间“包括支出审查期和额外的一年”。这进一步加剧了亨特故意误导公众的指责。
2017年1月，英国红十字会描述了冬季护理中的“人道主义危机”，这与目前对“全国医疗服务系统资金不足”有关。在此事件的余波中，亨特又被指责“躲避”反对党和“隐身”。卫生部解释说：“亨特是离开总部去英格兰的基层监督全国医疗服务运营的日常，实地了解正在出现的冬季危机，并对此作出反应。
2017年，斯蒂芬·霍金公开批评亨特对NHS的管理，并支持针对进一步改革的法律诉讼，包括负责任的医疗机构（ACO）。在皇家医学会的一次演讲中，霍金指责亨特使用未经同行评审的研究，却忽略了其他论文。2018年1月霍金在所谓“NHS私有化过程中的私相授受”将亨特告上法庭，并赢得了的案件。

### 所有权利益
2018年4月，《每日电讯报》透露，亨特违反了反洗钱法，没有在规定的28天内向英国商务部下属英国公司登记局公布他在房地产公司的50％股权，也未向国会标准专员登记。亨特随后纠正了错误。亨特的一位发言人表示，亨特的“会计师在公司登记局备案中犯了错误，这是一次真正的疏忽。”作为回应，唐宁街发言人同意内阁办公室的意见，即认为亨特没有违反大臣守则。《卫报》透露，在房地产开发商和保守党捐助者尼古拉斯·詹姆斯·罗奇（Nicholas James Roach）的大幅让利下，亨特得以在南安普敦的亚历山德拉码头（Alexandra Wharf）购买七套豪华公寓。

## 外交大臣

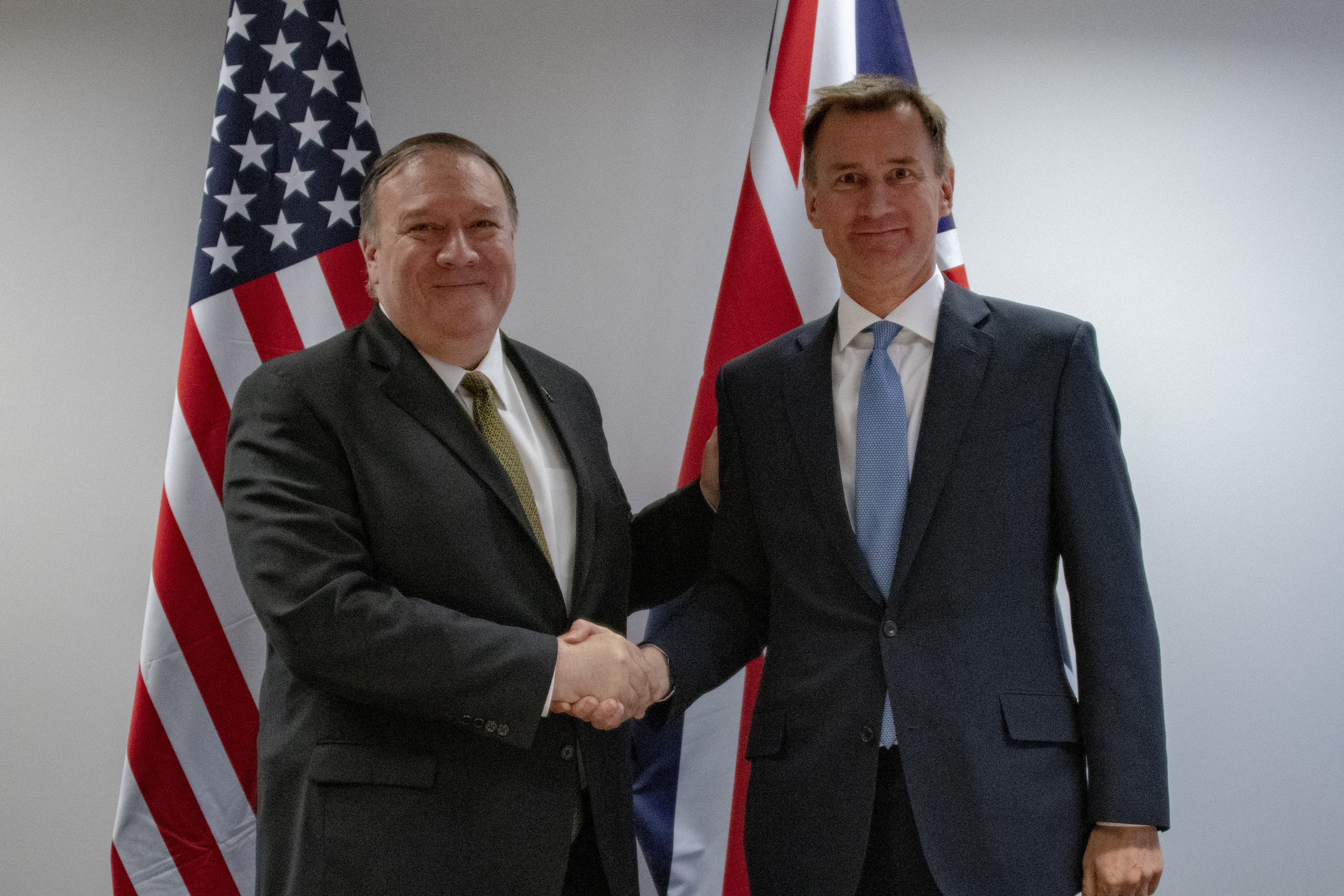
2019年5月，亨特在布魯塞爾與美國國務卿邁克·蓬佩奧會面

侯俊偉隨鮑里斯·約翰遜於2018年7月辭去外交大臣而改任該職。他稱：「在國家的關鍵時刻中，我主要的工作是全力支持首相（文翠珊），令我們能與歐盟取得獲內閣同意的（脫歐）協議」。
亨特支持沙特领导的干预也门行动，并称沙特阿拉伯是“非常非常重要的军事盟友”。2018年8月，亨特为与沙特阿拉伯的盟友关系进行了辩护，此前在也门的达海安公共汽车遇袭事件炸死了51人，其中包括40名儿童，尽管他说他对死亡事件“深感震惊”。
2018年7月，亨特访华并会见了中国国务委员兼外交部长王毅。亨特表示：“在英中全球伙伴关系和英中关系的'黄金时代'背景下，英中战略对话是加强我们在国际事务中面临共同挑战，加强合作的重要机会，从全球自由贸易到核不扩散和环境挑战。“
2018年8月23日，亨特会见了美国国务卿迈克·蓬佩奥，讨论俄罗斯和伊朗的“威胁”。
2018年9月英国保守党年会上，亨特将欧盟委员会比作苏联：“苏联才会阻止人们离开。历史的教训是明确的：如果你把欧盟俱乐部变成一个监狱，那么出去的愿望就少不了。”这一评论遭到强烈批评。
在沙特阿拉伯驻伊斯坦布尔领事馆谋杀沙特异议记者賈邁勒·卡舒吉的全球愤怒中，亨特拒绝了终止向沙特阿拉伯出售武器的呼吁，称：“军售会增加英国就业机会......谈到军售问题我们有自己的程序。“
亨特因涉嫌在阿联酋为英国从事间谍活动而判处终身监禁的英国学者Matthew Hedges一事，威胁阿拉伯联合酋长国，称若不释放Hedges将引发“严重的外交后果”。亨特说，“判决结果不是我们对英国朋友和值得信赖的合作伙伴所期望的，并且违背早先的保证。”2018年11月底，Hedges经过紧张的谈判后被释放。
2018年10月，亨特批评新疆再教育营和中国维吾尔族穆斯林少数民族的人权受侵犯，称：“访问新疆的英国外交官已经证实，维吾尔族穆斯林拘留营的报道”基本属实。“
2019年2月，在对斯洛文尼亚首都卢布尔雅那的访问期间，亨特祝贺东道主：“从苏联附庸国向现代欧洲民主国家真正卓越的转变”，这引起愤怒。该国从未是苏联的附庸国。
2019年2月，亨特敦促德国解除对沙特阿拉伯的武器禁售令，沙特阿拉伯自2015年3月以来一直对也门发动战争，并警告德国人冒着“对德国作为合作伙伴的可信度失去信心”的风险，虽然他也承认“在也门有超过8万名儿童死于饥荒，目前约有25万人挨饿，约有2000万人没有粮食安全 - 他们不知道他们是否能够在未来的日子里获得所需的食物。”
2019年4月，亨特谴责美国承认以色列1981年吞并戈兰高地，并说：“我们永远不应承认以武力吞并的领土。（......）我们希望以色列取得成功，我们认为他们是一个很好的朋友，但我们不同意。“
2019年4月，在伦敦厄瓜多尔大使馆逮捕维基解密创始人朱利安·阿桑奇之后，亨特感谢厄瓜多尔总统利宁·莫雷诺的合作。
2019年6月，亨特表示，他赞同美国政府的评估，即伊朗应对两起针对阿曼湾油轮的袭击负责。

### 2019年保守党领袖选举
隨文翠珊在黨內壓力下於2019年6月7日辭去黨魁，亨特宣布競逐黨魁，以至首相。經過一輪黨內議員投票，他在20日獲宣布，與上任外交大臣約翰遜共同成為最終候選人，並交由全體黨員投票決定黨魁及首相之位誰屬。最終他以約三分之一選票敗給約翰遜，並因而辭去外相一職，並退居後座。

## 後座議員
退居後座議員的侯俊偉於2019年10月成立慈善組織「病人安全監察」（Patient Safety Watch），計劃為接受看護的病人建立數據，以便報告病人的安全情況及遇到的風險。項目承接了侯俊偉擔任衛生大臣期間從事的工作，擔任主席的侯俊偉表示會投入大量資金。
2019年大選，侯俊偉成功守住後座議席，2020年1月接替莎拉·拉斯頓出任健康及社會福利專責委員會主席。2020年2月，針對國民保健署下轄醫院接連出現嬰兒死亡的情況，侯俊偉對國民保健署進行質詢。
2020年3月，侯俊偉批評政府應對2019冠狀病毒病不力，沒有禁止外人訪問養老院，也沒有限制大型公眾集會。
深陷派對門事件的約翰遜於2022年7月辭任保守黨主席及首相職務後，保守黨決定於同年9月舉行黨魁選舉，以決定新一任首相。有份參與競選的侯俊偉最終在7月13日的首輪投票中僅得18票，慘淡落敗。落選之後，侯俊偉全力支持財政大臣辛偉誠，最終辛偉誠在第二輪投票中輸給了外交大臣卓慧思。

## 財政大臣
2022年10月14日，前外相侯俊偉獲委任出任新財相，接替被免辭的關浩霆。

2022年10月25日，英國新任首相辛偉誠公布內閣名單，財相侯俊偉、外相祁湛明及國防大臣華禮仕留任。

## 私人生活
亨特的妻子是露西亚·郭，来自中国西安。他们在2009年7月结婚，有一个儿子和两个女儿。 为了保护太太的隐私，亨特拒绝向媒体透露妻子的中文名。亨特夫妇育有3个孩子，亨特夫人和孩子们一向保持低调，很少公开露面。露西亚曾为中国留学生，毕业后加入亨特的公司工作。然而2018年亨特在以外交大臣身份访华时，曾将妻子误称为日本人。

## 头衔
- 杰里米·亨特先生 (1966–2005)
- 杰里米·亨特先生 国会议员 (2005–2010)
- 尊敬的杰里米·亨特阁下 国会议员 (2010–)

## 相关词条
- 第一次卡梅伦内阁
- 卓慧思内阁